# Korlingerbach
Der Korlingerbach ist ein linker Zufluss der Ruwer in Rheinland-Pfalz, Deutschland. Er entspringt in Korlingen auf 290 Meter über NN und mündet bei der Korlinger Mühle auf 172 Meter über NN. Die Länge beträgt 840 Meter, das Wassereinzugsgebiet hat eine Größe von 0,711 Quadratkilometern.